# Каролінув (гміна Томашув-Мазовецький)
Каролінув (пол. Karolinów) — село в Польщі, у гміні Томашув-Мазовецький Томашовського повіту Лодзинського воєводства.
Населення — 170 осіб (2011).
У 1975-1998 роках село належало до Пйотрковського воєводства.

## Демографія
Демографічна структура станом на 31 березня 2011 року:
|          | Загалом | Допрацездатний вік | Працездатний вік | Постпрацездатний вік |
| -------- | ------- | ------------------ | ---------------- | -------------------- |
| Чоловіки | 85      | 19                 | 59               | 7                    |
| Жінки    | 85      | 15                 | 50               | 20                   |
| Разом    | 170     | 34                 | 109              | 27                   |